# Taková ztráta krve, Zuzana je zase sama doma
Taková ztráta krve, Zuzana je zase sama doma (2000) je šesté album edice Písničky ze Semaforu, kterou vytvářel Karel Knechtl. Obsahuje živé (první disk) i studiové (druhý disk) nahrávky písní z představení Semaforu Taková ztráta krve (1960) a Zuzana je zase sama doma (1961).

## Seznam písniček

### Živé nahrávky
Taková ztráta krve
1. Intro / Pondělní blues – 2:53
zpívají Waldemar Matuška a Jiří Suchý
2. Sluníčko (+ Mám rád všechno co se červená) – 2:54
Jiří Suchý a Zuzana Vrbová
3. Byl jeden dudák – 1:57
Jiří Suchý a Zuzana Vrbová
4. Třešně – 2:07
Jiří Suchý
5. Píseň o koni (Jiří Šlitr / William Shakespeare, překlad Jan Vladislav) – 1:21
Jiří Suchý, Waldemar Matuška a Pavlína Filipovská
6. Klokočí – 2:33
Jiří Suchý
7. Jsem děvče nevzhledné – 2:00
Eva Pilarová
8. Píseň kariéristy – 1:02
Jiří Sýkora
9. Melancholické blues – 2:27
Rostislav Černý
10. Jazz, jazz, jazz – 1:56
Eva Pilarová
11. Zlodějská cha-cha - 1:36
Jiří Suchý a Waldemar Matuška
12. Marnivá sestřenice – 3:56
Jiří Suchý a Waldemar Matuška
13. Nalijte mi za korunu rumu – 4:10
Jiří Suchý a Waldemar Matuška
14. Žít život bez problémů – 2:33
Jiří Suchý a Waldemar Matuška
15. Krev patří nám – 0:42
všichni účinkující

Zuzana je zase sama doma
1. Malé kotě – 5:03
Eva Pilarová, sbor (Waldemar Matuška, Karel Štědrý, Viktor Maurer, Václav Štekl)
2. Malý blbý psíček – 3:06
Karel Štědrý
3. Potkal jsem jelena (Jiří Šlitr / Miroslav Horníček) – 2:05
Karel Štědrý
4. Smrt starého osla (anonym / Jiří Suchý) – 3:34
Hana Hegerová, Eva Pilarová, Waldemar Matuška a Karel Štědrý
5. Pozvání (Cole Porter: Who Wants to Be a Millionaire / český text Jiří Suchý) – 1:39
Eva Pilarová a Waldemar Matuška
6. Jaro (anonym / Jiří Suchý) – 4:04
Hana Hegerová a Waldemar Matuška
7. Drožkář (Jiří Šlitr / Pavel Kopta) – 3:19
Karel Štědrý
8. Píseň o vyšinutém trpaslíkovi (Léo Daniderff / Louis Mauban a Marcel Bertal: Je cherche après Titine / český text Jiří Suchý) – 2:43
Václav Štekl
9. Mister Rock a Mister Roll – 4:42
Waldemar Matuška a všichni účinkující
10. Blues o stabilitě – 2:11
Waldemar Matuška
11. Samouk (Jiří Suchý) – 1:44
Václav Štekl
12. Betty – 2:27
Hana Hegerová

...a něco navíc
1. Smooth Sailing (Arnett Cobb) – 3:04
Eva Pilarová
2. Můj manžel hodně cestoval (Miroslav Raichl / Jiří R. Pick) – 2:40
Marie Poslušná
3. Píseň měsíční holčičky – 0:52
Zuzana Vrbová

Hraje Ferdinand Havlík se svým orchestrem. Pokud není uvedeno jinak, melodii napsal Jiří Šlitr a text Jiří Suchý.
Nahrávky byly pořízeny na uvedených představeních, s výjimkami:
- písně Drožkář, Blues o stabilitě a Betty byly převzaty z televizního filmu Zuzana je zase sama doma (1961)
- písně Samouk a Smooth Sailing byly natočeny během Noc-turné na scéně ve Vojanových sadech

### Studiové nahrávky
1. Kolovrátek (instrumentální skladba, Jiří Šlitr) – 2:01
2. Hluboká vráska (Fats Domino, Dave Bartholomew: Going to the River / český text Jiří Suchý) – 3:48
zpívá Jiří Suchý
3. Co je to láska (Elvis Presley, Otis Blackwell: Don't Be Cruel / český text Jiří Suchý) – 1:51
Eva Pilarová
4. Takový je život (Wally Whyton: Don't You Rock Me Daddy-O / český text Jiří Suchý) – 1:38
Jiří Suchý a Karel Štědrý
5. Sněhová vločka (Jaroslav Jakoubek / Jiří Suchý) – 2:51
Jiří Suchý (Jiří Jirmal – kytara, Antonín Gondolán – kontrabas, Jiří Kysilka – bicí)
6. Píseň o rose – 3:15
Jiří Suchý
7. Pondělní blues – 2:38
Waldemar Matuška
8. Sluníčko – 2:26
Jiří Suchý a Zuzana Vrbová
9. Dovedeš hezky zpívat... – 0:55
hovoří Jiří Suchý a Zuzana Vrbová
10. Marnivá sestřenice – 3:19
Jiří Suchý a vokální trio
11. Píseň o koni (Jiří Šlitr / William Shakespeare, překlad Jan Vladislav) – 1:48
Jiří Suchý a Waldemar Matuška
12. Vladislavo, přestaň plakat... – 0:36
hovoří Jiří Suchý
13. Klokočí – 3:49
vokální kvinteto
14. Melancholické blues – 3:02
Karel Štědrý
15. Bajka je drobný literární útvar... – 0:35
hovoří Jiří Suchý
16. Sup a žlůva – 3:04
Eva Pilarová a Jiří Suchý
17. Malé kotě – 3:51
Eva Pilarová a Sbor Lubomíra Pánka
18. Jaro (anonym / Jiří Suchý) – 3:29
Hana Hegerová
19. Mister Rock a Mister Roll – 2:25
Waldemar Matuška a Kvinteto divadla Semafor
20. Kočka na okně – 1:55
Waldemar Matuška a Kvinteto divadla Semafor
21. Vím už, co to znamená (Gene De Paul / Sammy Cahn: Teach Me Tonight / český text Jiří Suchý) – 2:40
Eva Pilarová
22. Černá Jessie (Jiří Šlitr / Pavel Kopta) – 4:06
Hana Hegerová
23. Árie měsíce – 3:29
Waldemar Matuška a Kvinteto divadla Semafor
24. Ach, ta láska nebeská – 4:33
Eva Pilarová a Waldemar Matuška
25. Písnička pro Zuzanu – 3:32
Waldemar Matuška a Kvinteto divadla Semafor

...a něco navíc
1. Opera ze hry Vražda v ulici De Lourcine – 8:20
Eva Pilarová, Waldemar Matuška, Karel Štědrý a Václav Štekl; nahrávka z Noc-turné na scéně ve Vojanových sadech

Pokud není uvedeno jinak, melodii napsal Jiří Šlitr a text Jiří Suchý a hraje Ferdinand Havlík se svým orchestrem (s výjimkou tracků 9, 12 a 15, kde se pouze hovoří). 